# Miquel Aleix Areny
Miquel Aleix i Areny (3 de desembre de 1951) és un polític i empresari andorrà. Dins de la política ha exercit com a Cònsol Menor d'Escaldes-Engordany, Conseller General i Subsíndic del Consell General d'Andorra i Conseller Comunal d'Escaldes-Engordany. Ha militat a l'Agrupament Nacional Democràtic (AND), a Andorra pel Canvi-Renovació Democràtica (APC-RD) i a Demòcrates per Andorra (DA).
Miquel Aleix entrà a les institucions en ser elegit Cònsol Menor del Comú d'Escaldes-Engordany a les eleccions comunals andorranes de 1983 dins de la candidatura de l'oposició, càrrec que mantindria fins a l'any 1987. Accedí al càrrec de Conseller General a les eleccions al Consell General d'Andorra de 1989, càrrec que revalidaria a les eleccions al Consell General d'Andorra de 1992 i a les eleccions al Consell General d'Andorra de 1993 per la circumscripció d'Escaldes-Engordany dins de les llistes de l'Agrupament Nacional Democràtic (AND) de l'aleshores Cap de Govern Òscar Ribas Reig. A les eleccions al Consell General d'Andorra de 1997 es tornà a presentar per l'AND, tot i que finalment no fou escollit. Miquel Aleix intentà ser reelegit Conseller General per Escaldes-Engordany a les eleccions al Consell General d'Andorra de 2009 sota la coalició Andorra pel Canvi-Renovació Democràtica (APC-RD) sense exit. Entre els anys 2011 i 2019 tornà a ser Conseller General per la circumscripció d'Escaldes-Engordany dins de les llistes de Demòcrates per Andorra (DA) a les eleccions al Consell General d'Andorra de 2011 i a les eleccions al Consell General d'Andorra de 2015. A les eleccions comunals andorranes de 2019 fou elegit Conseller Comunal d'Escaldes-Engordany dins de les llistes de Demòcrates per Andorra-Independents a la qual anava com a candidat a Consol Major i romanent finalment a l'oposició davant el triomf del Partit Socialdemòcrata-Independents (PS-Ind). Es declara optimista i admirador de Charles de Gaulle.